# Geokichla camaronensis
Geokichla camaronensis е вид птица от семейство Turdidae.

## Разпространение
Видът е разпространен в Габон, Екваториална Гвинея, Камерун, Демократична република Конго и Уганда.